# Technický death metal
Technický death metal je odnož death metalu. Vznik se datuje na začátek 90. let. Pochází z thrash metalu (stará Metallica, Slayer a Coroner), technického a progresivního rocku (Rush), old school death metalu (raná tvorba Death a Morbid Angelu, tvorba Possessed) a je ovlivněn progresivními, technickými a virtuozními tendencemi z jazzu i klasické hudby. Základy tohoto subžánru položily kapely jako Atheist, Death, Nocturnus, Gorguts, Demilich a Immolation.
Nejpodobnější hudebním ohledem na technický death metal je progresivní death metal.

## Některá z alb
- Atheist – Piece Of Time, Unquestionable Presence, Elements
- Demilich – Nespithe
- Death – Human, Individual Thought Patterns
- Immolation – Dawn Of Possession
- Cynic – Focus
- Gorguts – Considered Dead, The Erosion of Sanity, Obscura
- Nocturnus – The Key